# Francisco Darnís
Francísco Darnís Vicente (Barcelona, 12 de enero de 1910 - 8 de marzo de 1966), fue un popular dibujante de cómics español, reconocido sobre todo por ser el cocreador en 1958 de la serie El Jabato, junto al guionista Víctor Mora. En ocasiones utilizaría para firmar sus trabajos pseudónimos generalmente derivados de su nombre real como fueron Darnix, Franc Darnís y Darnís.

## Biografía
Trabajó primero como afinador de pianos y después como ebanista, hasta que un aparatoso accidente lo mantuvo inactivo, momento este en el que comenzó a dibujar. Perfeccionó su estilo bajo la guía de José Segrelles, aunque a decir verdad su formación fue prácticamente autodidacta. Admirador declarado de Alex Raymond, la marcada influencia de este artista norteamericano puede percibirse claramente en la mayoría de sus obras.
Su carrera se inició en 1928 en la revista "Rin Tin Tin" con Nuevas aventuras de Corazón Leal. Tras este vendrían un sinfín de trabajos en infinidad de colecciones ("Hazañas Del Oeste", "La Risa Infantil", "El Coyote", "El Campeón", "Hazañas Bélicas", ...) y diversas editoriales (Marco, Toray, Bruguera,...), alternando con notable habilidad el tebeo de corte realista con el humorístico. En la primera de ellas, contó habitualmente con los guiones de José María Canellas, adaptando Los vampiros del aire.
Su obra más conocida fue, sin embargo, El Jabato. Sílvia Darnís (hija del dibujante) explicó cómo su padre se documentaba obsesivamente y a veces incluso empleaba a su hermana Natalia, que era delgadita, como modelo de Fideo de Mileto.
Francisco Darnís (al igual que ya le sucediera a Ambrós con El Capitán Trueno) se vio obligado a usar ayuda debido a la multiplicación de colecciones sobre el personaje (El Jabato Extra apareció en 1962). De este modo Luis Ramos, Jaime Juez –de muy especial e importante contribución a la colección-, Luis Coch, Juan Escandell, Tomás Marco Nadal, Juan Martínez Osete, Manuel Carregal o Víctor Arriazu (básicamente los mismos que colaboraban en El Capitán Trueno), serían los distintos entintadores (y a menudo portadistas) de la saga una vez que la creciente cantidad de trabajo -que el éxito trajo inevitablemente consigo-, desbordase por completo a Darnís obligándolo a encargarse casi exclusivamente de los lápices.
Darnís también colaboró con José Llobera y Román Oltra en su obra Dibujo de historietas de Ediciones AFHA, aportando en una larga entrevista un análisis de su modo de trabajar y detalles de su estilo.
Francísco Darnís falleció a los 56 años de una repentina embolia cerebral, apenas unos pocos meses después de que Bruguera clausurara -en su número 381- El Jabato, sin duda alguna su colección más conocida.